# Per Einar Watle
Per Einar Watle (11 de septiembre de 1971) es un guitarrista de jazz noruego. Estudió en el Conservatorio de Agder (1992-1997). Desde 1998 está activo como músico independiente en Oslo. Además de sostener su propio trío de jazz, el Per Einar Watle Trio, integra bandas como el Christianssand String Swing Ensemble, Søyr, Grupo Zanza, StringZone y Latino Folk Joik.
Casado con Verónica Salinas –actriz y autora de teatro argentina radicada en Noruega desde 2001–, Watle es un gran admirador de la música latinoamericana. Cultiva desde 2017 una amistad con el acordeonista argentino Chango Spasiuk, que ha dado como frutos los discos Hielo Azul Tierra Roja (2019)y The Vigeland Mausoleum Experience. Live in Oslo (2024).

## Discografía

### Con Søyr
- Alene Hjemme (2001)[5]

### Con Stringzone
- Stringzone (2004) [6]

### Con Christiansand String Swing Ensemble[7]
- I Paris (2001)
- Sirkushesten Igor (2005)
- Christiansand String Swing Ensemble (2009)
- Etterskjelv (2013)

### Con Per Einar Watle Trio
- Corrientes (2008) [8]

### Con Chango Spasiuk
- Hielo Azul Tierra Roja (2019)
- The Vigeland Mausoleum Experience. Live in Oslo (2024)